# فكتوريا كولونا

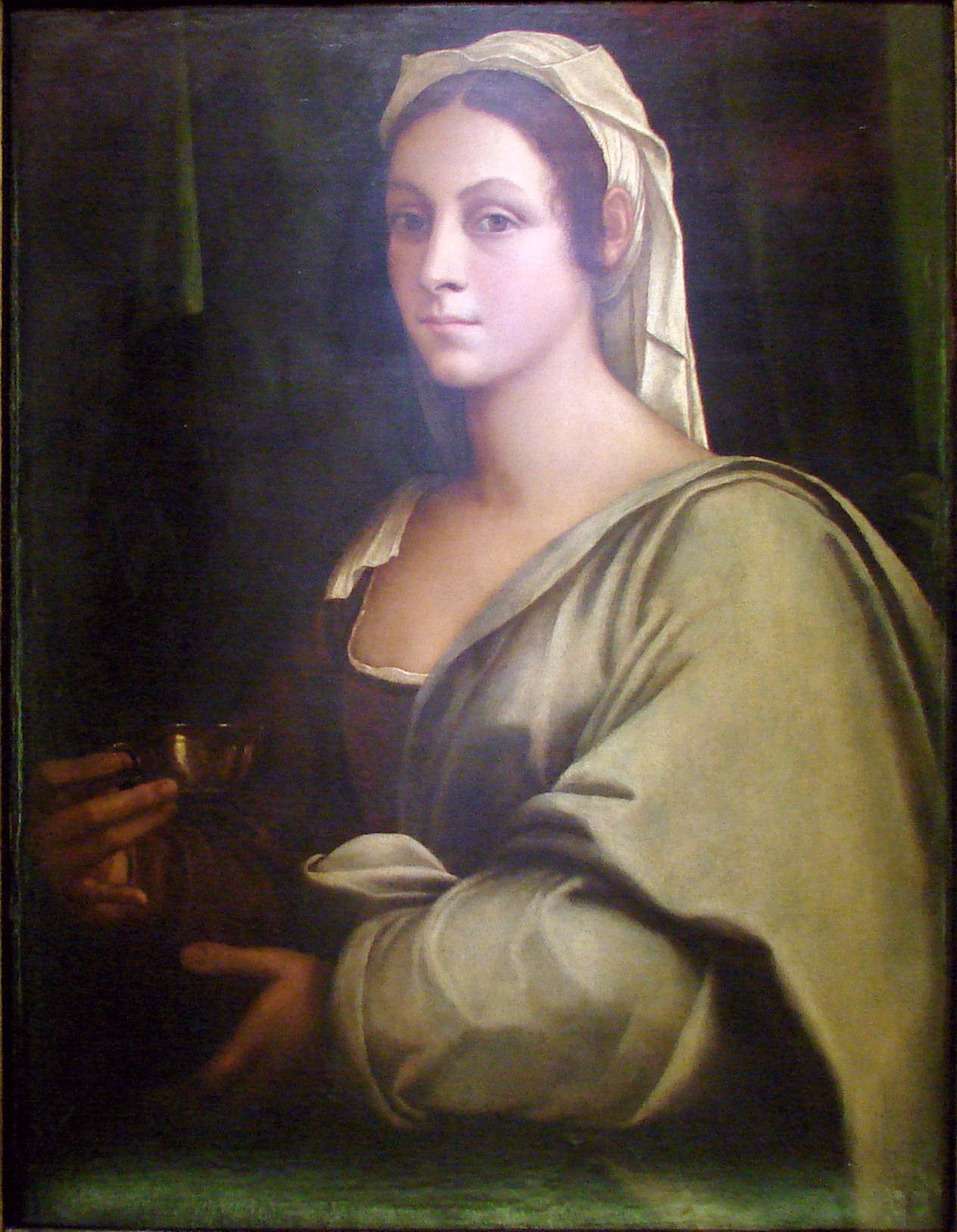
فيكتوريا كولونا

فكتوريا كولونا ولدت عام 1490و تُوفيت عام1547، تعتبر فكتوريا إحدى أهم الشاعرات الإيطاليات في عصر النهضة الأوروبية، فهي من كبار شعراء السونيته، حيث تميز شعرها بغزارة عاطفته، وعجوجه بالأفكار الفلسفية، والبعض يغلب عليه طابع الهدوء والتسامي، والبعض الآخر يحوي في داخله بعض الأفكار الصارمة التي تجذب المرء.

## روابط خارجية
- فكتوريا كولونا على موقع الموسوعة البريطانية (الإنجليزية)
- فكتوريا كولونا على موقع ميوزك برينز (الإنجليزية)
- فكتوريا كولونا على موقع ديسكوغز (الإنجليزية)